# 小金井市立東中学校
小金井市立東中学校（こがねいしりつ ひがしちゅうがっこう）は、東京都小金井市東町一丁目にある市立中学校。

## 概要
- 生徒数268人（平成30年4月現在）

## 沿革
- 1964年 - 開校

## 部活動
運動系
- サッカー部
- 女子ソフトテニス部
- 男子バスケットボール部
- 女子バスケットボール部
- バドミントン部
- バレーボール部

文化系
- 吹奏楽部
- 美術部
- 英語部
- 手話部

## 所在地
〒184-0011 東京都小金井市東町一丁目5番33号